# Попешти (Алба)
Попешти (рум. Popești) насеље је у Румунији у округу Алба у општини Интрегалде. Општина се налази на надморској висини од 989 m.

## Становништво
Према подацима из 2002. године у насељу је живело 12 становника, од којих су сви румунске националности.